# 奥特之父
奥特之父（日语：／ Urutora no Chichi */?），原名：肯恩（英語：Ken）／健（日語：ケン），是由日本圆谷制作公司制作的特摄电视剧《奥特系列》作品中出现的虚构角色。
在1972年播出的《艾斯·奥特曼》作品中的第27集“奇迹！奥特之父”中首次登场。
最近一次出现于《捷德奥特曼》24、25集及《捷德奥特曼剧场版：连接吧！希望！》。